# Leporella
Leporella là một chi thực vật có hoa trong họ, Orchidaceae.